# Ceresole Alba
Pour les articles homonymes, voir Ceresole.
Ceresole Alba (en français Cérisoles d'Albe ou  Cérisoles) est une commune italienne de la province de Coni dans la région Piémont en Italie. Située dans la région historique du Roero, il s'agit de la commune la plus au nord de la province. 

## Administration
| Période                                  | Période | Identité | Étiquette | Qualité |
| ---------------------------------------- | ------- | -------- | --------- | ------- |
|                                          |         |          |           |         |
| Les données manquantes sont à compléter. |         |          |           |         |

### Communes limitrophes
Baldissero d'Alba, Carmagnole (Italie), Montaldo Roero, Monteu Roero, Poirino, Pralormo, Sommariva del Bosco

## Personnalités liées à la commune
- Giuseppe Enrie (1886-1961), photographe, il réalise les seconds clichés officiels du suaire de Turin en 1931.